# Ouvi Dizer (canção de Melim)
"Ouvi Dizer" é uma canção de Melim.

## Videoclipe
O clipe oficial foi lançado em 8 de junho de 2018, juntamente com a canção, o clipe foi dirigido pelo Beto Gatti e producido pelo Kevin White. O clipe atingiu 100 millions de visualizações em 2019.

## Desempenho nas tabelas musicais

### Paradas semanais
| Chart (2018)           | Maior posição |
| ---------------------- | ------------- |
| Brasil Hot 100 Airplay | 38            |
| Portugal               | 40            |

## Certificações
| País                       | Certificação | Vendas   |
| -------------------------- | ------------ | -------- |
| Brasil (Pro-Música Brasil) | 2× Diamante  | 600 000+ |

## Prêmios e indicações
| Ano  | Prêmio            | Categoria             | Resultado |
| ---- | ----------------- | --------------------- | --------- |
| 2019 | Meus Prêmios Nick | Hit Nacional Favorito | Indicado  |